# Pernambuco
Pernambuco je brazilský spolkový stát na severovýchodě Brazílie. Má hranice se spolkovými státy Paraíba, Ceará, Alagoas, Bahía a Piauí, a leží na pobřeží Atlantského oceánu. Pod správu spolkového státu Pernambuco patří i ostrovy Fernando de Noronha. Pernambuco mělo podle sčítání v roce 2005 8 420 564 obyvatel a má rozlohu 98 937,8 km². Hustota zalidnění je 86,5 obyvatel na km². Hlavní město spolkového státu je Recife.

## Ekonomika
Sektor služeb je největším podílníkem HDP v regionu, 73,2 %, následuje průmysl s 21,6 % a zemědělství s 5,2 %. Stát exportuje: cukr 35,6 % vývozu, ovoce a džusy 12,6 %, ryby 12,3 %, elektrické výrobky 11,1 %, chemikálie 7,1 %, textil 5,6 % (2002).

## Města

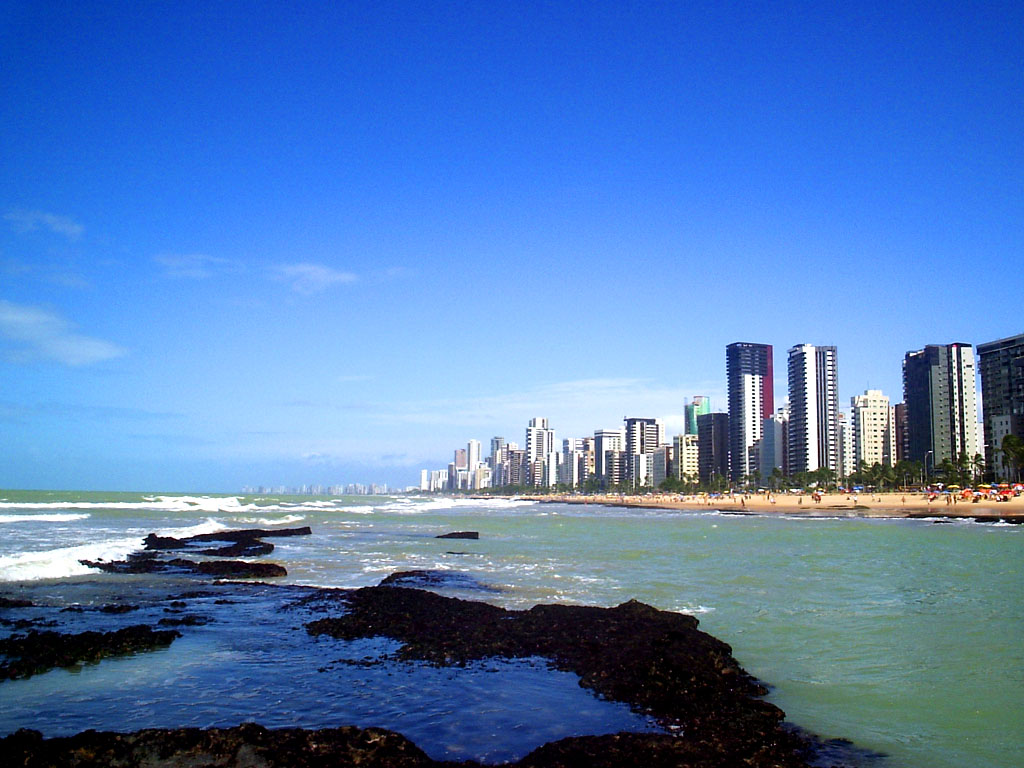
Pláže u hlavního města státu Pernambuco - Recife

Největší města spolkového státu Pernambuco, počet obyvatel k 1. červenci 2004:
- Recife - 1 486 869
- Jaboatão dos Guararapes - 630 008
- Olinda - 381 502
- Paulista - 288 273
- Caruaru - 274 124
- Petrolina - 247 322
- Cabo de Santo Agostinho - 166 286
- Camaragibe - 143 732
- Garanhuns - 125 141
- Vitória de Santo Antão - 117 609
- Abreu e Lima - 95 198
- São Lourenço da Mata - 92 732
- Igarassu - 89 342
- Araripina - 76 189
- Goiana - 74 782
- Belo Jardim - 72 823
- Gravatá - 70 243
- Serra Talhada - 70 179
- Santa Cruz do Capibaribe - 69 677
- Carpina - 68 341
- Ipojuca - 66 390
- Arcoverde - 61 600
- Bezerros - 60 058